# Cuspidaria cuspidata
Cuspidaria cuspidata is een tweekleppigensoort uit de familie van de Cuspidariidae. De wetenschappelijke naam van de soort is voor het eerst geldig gepubliceerd in 1792 door Olivi.
Hij komt voor in de Europese zeeën.